# ディンラップ県
ディンラップ県（ディンラップけん、ベトナム語：Huyện Đình Lập / 縣定立?）は、ベトナム社会主義共和国ランソン省の県である。面積は1,187 km²、人口は36,740人（2018年）である。